# 豪夫鳍鱼龙属
豪夫鳍鱼龙属（学名：Hauffiopteryx）为鱼龙目的一个属。

## 下属物种
本属包括以下物种：
- Hauffiopteryx altera Maxwell & Cortes, 2020[2]
- 典型豪夫鳍鱼龙 Hauffiopteryx typicus [2]